# Richard Byfield
Richard Byfield (1598 – Mortlake, 1664) è stato un religioso inglese, appartenente alla fede sabbatariana, fu membro dell'Assemblea di Westminster.

## Biografia
Nato probabilmente nel 1598, a Stratford-on-Avon, località dove con molta probabilità venne anche battezzato, sebbene non esistano nei locali registri parrocchiali tracce del suo nome, dal momento che suo padre era vicario della locale parrocchia al momento della sua nascita. Nato dalla seconda moglie del padre, di cui non abbiamo notizia, aveva come fratellastro Nicholas Byfield, che sarebbe diventato uno dei predicatori più influenti nell'Inghilterra di Giacomo I. Nel giorno di San Michele Arcangelo, ovvero il 29 settembre, del 1615, entrò al Queen's College di Oxford, forse con il grado di servitor, ovvero di uno studente che riceveva vitto e alloggio gratuitamente ed era esentato dal pagamento delle lezioni. Il 19 ottobre 1619 ricevette il baccalaureato ed il 29 ottobre 1622 il Master of Arts. Fu predicatore o curato ad Isleworth, probabilmente durante l'incarico di suo fratello Nicholas. Svolse altre mansioni di scarso interesse prima di essere presentato al suo futuro mecenate, Sir John Evelyn nel 1630, il quale gli fece ottenere il vicariato di Long Ditton, nel Surrey.

Entrò a far parte dell'Assemblea di Westminster sebbene non fosse annoverato nella lista originaria dei partecipanti redatta il 12 giugno 1643, ma venne chiamato, forse per intercessione di suo nipote Adoniram Byfield, a sostituire il seggio vacante a seguito della morte del teologo Daniel Featley, morto il 17 aprile 1645. Durante il periodo del Protettorato di Oliver Cromwell, Byfield ebbe modo di scatenare un'accesa controversia religiosa con il suo antico protettore, Sir John Evelyn, sulla ricostituzione della Chiesa anglicana, controversia che si ricompose, secondo la testimonianza di Edmund Calamy il Vecchio, su intercessione diretta dello stesso Oliver Cromwell. 

In conseguenza dell'Atto di uniformità del 1662 perse tutti i suoi incarichi ecclesiastici e venne espulso. Si ritirò a Mortlake dove continuò a predicare all'interno del suo nucleo familiare fino alla sua morte avvenuta nel 1664. Venne seppellito nella locale chiesa anglicana di St Mary the Virgin.

## Opere
Alcune delle opere scritte dal fratellastro Nicholas Byfield sono state attribuite per errore a Richard, dal momento che ne aveva curato l'edizione. Le opere scritte da Richard Byfield sono:
- The Light of Faith and Way of Holiness, 1630
- The Doctrine of the Sabbath Vindicated, in Confutation of a Treatise of the Sabbath written by Mr. Edward Brerewood against Mr. Nicholas Byfield, 1631
- A Brief Answer to a lae Treatise of the Sabbath Day, 1636?
- The Power of the Christ of God, 1641
- Zion's Answer to the Nation's Ambassador's, 1645
- Temple Defilers defiled, 1645
- 'A message sent from . . . Scotland to ... the Prince of Wales, 1648
- 'The Gospel's Glory without prejudice to the Law, 1659
- The real Way to good Works: a Treatise of Charity